# 戈阿韦尔哈
戈阿韦尔哈（Goa Velha），是印度果阿邦North Goa县的一个城镇。总人口5411（2001年）。

## 人口
该地2001年总人口5411人，其中男性2874人，女性2537人；0—6岁人口505人，其中男258人，女247人；识字率76.84%，其中男性为81.70%，女性为71.34%。